# Rotenberg, Bärenkopf, Habichtsberg und Wihupsberg
Rotenberg, Bärenkopf, Habichtsberg und Wihupsberg este o arie protejată (arie specială de conservare — SAC, sit de importanță comunitară — SCI) din Germania întinsă pe o suprafață de 380,61 ha, integral pe uscat.

## Localizare
Centrul sitului Rotenberg, Bärenkopf, Habichtsberg und Wihupsberg este situat la coordonatele 52°07′55″N 8°57′20″E / 52.1319°N 8.9556°E.

## Înființare
Situl Rotenberg, Bärenkopf, Habichtsberg und Wihupsberg a fost declarat sit de importanță comunitară în martie 2001 pentru a proteja un număr necunoscut de specii din flora spontană și fauna sălbatică aflate în arealul zonei. Situl a fost protejat și ca arie specială de conservare în februarie 2005.

## Biodiversitate
Situată în ecoregiunea continentală, aria protejată conține 6 habitate naturale: Pajiști uscate seminaturale și facies de acoperire cu tufișuri pe substraturi calcaroase (Festuco-Brometalia) (* situri importante pentru orhidee), Fânețe de joasă altitudine (Alopecurus pratensis, Sanguisorba officinalis), Izvoare petrifiante cu formare de travertin (Cratoneurion), Păduri de fag Luzulo-Fagetum, Păduri de fag Asperulo-Fagetum, Păduri de fag din Europa Centrală dezvoltate pe sol calcaros cu Cephalanthero-Fagion.
La baza desemnării sitului se află un număr nedeclarat de specii protejate.